# Emanuele Pellecchia
Emanuele Pellecchia (Napoli, 11 marzo 1989) è un regista, sceneggiatore e produttore cinematografico italiano.
È vincitore di numerosi premi cinematografici tra cui il Globo d'oro al miglior cortometraggio nel 2020 con il corto L'amore oltre il tempo.

## Biografia
Si interessa fin da giovane alla produzione di progetti multimediali personali, per poi seguire un corso di cinematografia diretto da Giuseppe Ferrara con cui inizia a lavorare alla realizzazione di parte del docufiction Mater Mediterranea. 
Nel 2017 dirige il cortometraggio Liliana, basato su uno spaccato della vita del giovane Totò. Nel 2018 dirige il cortometraggio Leggende napoletane. È, inoltre, autore dell'omonima serie a fumetti. Nel 2019 pubblica il romanzo breve Ritorno al 221B di Baker Street, vincitore del Golden Holmes Awards Menzione Giuria 2020. 
Dirige il cortometraggio L'amore oltre il tempo, una commedia romantica che omaggia il cinema del primo novecento, con cui riceve il Globo d'oro 2020.
Nel 2024 lavora a New York come aiuto regia per il film O- the fiRSt mOvie by aN alien, con un cast che vanta i nomi di Mariel Hemingway e Christopher Coppola e contemporaneamente per il videoclip Fly Away della Sly the Band, cover del brano di Lenny Kravitz con alla voce Edo Ferragamo e il rapper americano Cayenne No Luck.

## Filmografia

### Sceneggiatore
- Leggende napoletane, regia di Emanuele Pellecchia - cortometraggio (2018)
- L'amore oltre il tempo, regia di Emanuele Pellecchia - cortometraggio (2020)
- A Message for Christmas, regia di Emanuele Pellecchia - cortometraggio (2022)
- O- the fiRSt mOvie by aN alien, regia di Michele Diomà - lungometraggio (2024)

### Regista
- Liliana - cortometraggio (2017)
- Speciale Liliana - Documentario (2017)
- Leggende napoletane - cortometraggio (2018)
- L'amore oltre il tempo - cortometraggio (2020)
- A Message for Christmas - cortometraggio (2022)
- Cryptocornuta di Isotta Carapelli - Videoclip (2022)